# Gary Kagelmacher
Gary Christofer Kagelmacher Pérez, né le 21 avril 1988 à Montevideo en Uruguay, est un footballeur germano-uruguayen. Son poste de prédilection est défenseur central. Il joue actuellement à l'Universidad Católica.

## Biographie
Gary Kagelmacher commence son parcours professionnel au Danubio FC à Montevideo. En 2007, âgé de 19 ans, il est prêté à l'équipe espagnole du Real Madrid Castilla, en troisième division, satellite du Real Madrid, où il devient rapidement titulaire.
Lors de la dernière journée de la saison 2008-2009, il fait ses débuts en Liga avec le Real Madrid lors d'une défaite 2-1 à Osasuna.
En 2010, il est prêté par les Merengues au FC Germinal Beerschot Antwerpen (GBA). Ce club belge de la banlieue d’Anvers change son appellation officielle en vue de la saison suivante et devient le K. Beerschot AC. Le 6 mai 2011, Kagelmacher s'engage définitivement pour quatre ans avec le club anversois. Lors de la saison 2011-2012, il devient également capitaine de son équipe.
Le 19 janvier 2012, il s'engage pour trois saisons et demi avec l'AS Monaco. Très rapidement, il en devient un titulaire indéboulonnable autant apprécié par son entraîneur que par les supporters. Alors que Marco Simone l'alignait en tant que défenseur central, Claudio Ranieri, lui, préfère le faire jouer sur les côtés. Le 31 août 2012, il marque son premier but avec l'AS Monaco face au Havre AC, mais son équipe s'incline quand même (2-1). Puis contre le CS Sedan, il marque son deuxième but en rouge et blanc, permettant à son équipe de l'emporter. Ensuite, au MMArena du Mans, il adresse deux passes décisives à Ibrahima Touré, ce dernier offrant la victoire à l'ASM en fin de match. Le 18 janvier 2013, il ouvre le score sur le terrain du FC Istres, profilant une importante victoire (2-0) du club de la Principauté.
Soumis à une forte concurrence à Monaco, il est prêté pour une saison à Valenciennes le 2 septembre 2013. Titulaire durant toute la saison, il récupère même le brassard de capitaine après la mise sur le banc de Nicolas Penneteau, mais lui et ses coéquipiers ne peuvent empêcher la relégation du club en Ligue 2.
De retour à Monaco, il s'engage immédiatement pour trois ans avec Munich 1860 en 2. Bundesliga.

## Carrière internationale
Kagelmacher est international uruguayen en équipes de jeunes. Il a participé à la Coupe du monde des moins de 17 ans en 2005 et à la Coupe du monde des moins de 20 ans en 2007.

## Statistiques
| Saison                | Club                   | Championnat           | Championnat | Championnat | Coupe nationale | Coupe nationale | Coupe de la Ligue | Coupe de la Ligue | Compétition(s) continentale(s) | Compétition(s) continentale(s) | Compétition(s) continentale(s) | Total | Total |
| Saison                | Club                   | Division              | M.          | B.          | M.              | B.              | M.                | B.                | Comp.                          | M.                             | B.                             | M.    | B.    |
| 2006-2007             | Danubio FC             | Primera División      | 4           | 0           | 0               | 0               | -                 | -                 | -                              | -                              | -                              | 4     | 0     |
| 2007-2008             | Real Madrid B          | Liga Adelante         | 27          | 2           | -               | -               | -                 | -                 | -                              | -                              | -                              | 27    | 2     |
| 2008-2009             | Real Madrid B          | Liga Adelante         | 27          | 1           | -               | -               | -                 | -                 | -                              | -                              | -                              | 27    | 1     |
| 2009-2010             | Real Madrid B          | Liga Adelante         | 32          | 3           | -               | -               | -                 | -                 | -                              | -                              | -                              | 32    | 3     |
| Sous-total            | Sous-total             | Sous-total            | 86          | 6           | -               | -               | -                 | -                 | -                              | -                              | -                              | 86    | 6     |
| 2008-2009             | Real Madrid            | Liga BBVA             | 1           | 0           | 0               | 0               | -                 | -                 | C1                             | 0                              | 0                              | 1     | 0     |
| 2010-2011             | K Beerschot AC (prêt)  | Jupiler Pro League    | 21+6        | 3+0         | 2               | 0               | -                 | -                 | -                              | -                              | -                              | 29    | 3     |
| 2011-2012             | K Beerschot AC         | Jupiler Pro League    | 19          | 4           | 3               | 0               | -                 | -                 | -                              | -                              | -                              | 22    | 4     |
| Sous-total            | Sous-total             | Sous-total            | 46          | 7           | 5               | 0               | -                 | -                 | -                              | 0                              | 0                              | 51    | 7     |
| 2011-2012             | AS Monaco              | Ligue 2               | 17          | 0           | 0               | 0               | 0                 | 0                 | -                              | -                              | -                              | 17    | 0     |
| 2012-2013             | AS Monaco              | Ligue 2               | 35          | 3           | 1               | 0               | 2                 | 0                 | -                              | -                              | -                              | 38    | 3     |
| Sous-total            | Sous-total             | Sous-total            | 52          | 3           | 1               | 0               | 2                 | 0                 | -                              | 0                              | 0                              | 55    | 3     |
| 2013-2014             | Valenciennes FC (prêt) | Ligue 1               | 31          | 0           | 1               | 0               | 1                 | 0                 | -                              | -                              | -                              | 33    | 0     |
| 2014-2015             | TSV 1860 Munich        | 2. Bundesliga         | 0           | 0           | 0               | 0               | 0                 | 0                 | -                              | -                              | -                              | 0     | 0     |
| Total sur la carrière | Total sur la carrière  | Total sur la carrière | 220         | 16          | 7               | 0               | 3                 | 0                 | -                              | 0                              | 0                              | 230   | 16    |

## Palmarès
- AS Monaco
  - Vainqueur du Championnat de France de Ligue 2 en 2013
- CA Peñarol
  - Champion d'Uruguay en 2021